# Partido Nacional Romeno
O Partido Nacional Romeno, originalmente Partido Nacional Romeno da Transilvânia e Banato (em romeno: Partidul Naţional Român ou Partidul Naţional Român din Transilvania şi Banat), foi um partido político inicialmente criado para oferecer aos romenos representação étnica no Reino da Hungria, na porção transleitana da Áustria-Hungria e principalmente nas regiões da Transilvânia e de Banato. Após a Primeira Guerra Mundial, tornou-se um dos principaispartidos romenos e chegou ao governo, tendo à frente Alexandru Vaida-Voevod, entre novembro de 1919 e março de 1920. Foi extinto em 1926, ao fundir-se com o Partido Camponês para formar o Partido Nacional Camponês.